# Nola dresnayi
Nola dresnayi is een nachtvlinder uit de familie van de visstaartjes (Nolidae). 
De wetenschappelijke naam van de soort is voor het eerst geldig gepubliceerd door Georg Warnecke in 1946.
De soort komt voor in Europa.